# Lex orandi, lex credendi

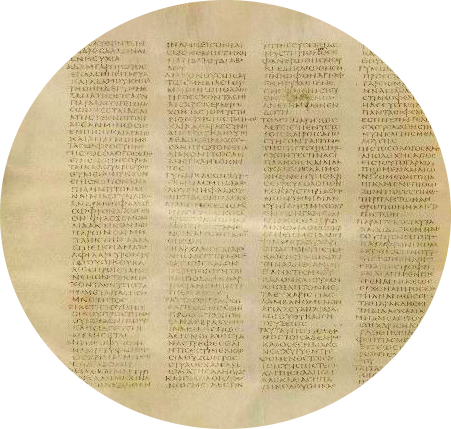
Primera carta a Timoteu del Còdex Sinaiticus (segle IV).

Lex orandi, lex credendi ("la llei del que es resa [és] la llei del que es creu" en llatí), de vegades ampliada a lex orandi, lex credendi, lex vivendi ("la llei del que es prega [és] el que es creu i el que es viu"), és un principi de la tradició cristiana que vol dir que l'oració i la fe són integrants mútuament i que la litúrgia no és diferent de la teologia. Assenta les bases de la relació entre culte i creença, bases que han permès aclarir el cànon de l'Escriptura i diverses qüestions doctrinals. Es basa en els textos de pregària de l'Església, és a dir, la litúrgia de l'Església. A l'Església primitiva, hi havia tradició litúrgica abans que hi hagués un credo comú i abans que hi hagués un cànon bíblic aprovat oficialment. Aquestes tradicions litúrgiques van proporcionar el marc teològic i doctrinal per establir els credos i el cànon.

## Origen
L'adagi lex orandi, lex credendi és l'abreviatura d'una sentència de Pròsper d'Aquitània, deixeble d'Agustí d'Hipona i secretari del papa Lleó el Gran cap al 435. A la seva Capitula, seu Auctoritates de gratia, Pròsper escriu que els ritus d'invocacions sacerdotals" de la L'Església han estat «transmeses pels apòstols» i són «celebrades uniformement a tot el món», «de manera que la llei de l'oració determina la llei de la fe» (ut legem credendi lex supplicant status). Explica detalladament que l'Església prega pels infidels, els idòlatres, els jueus, els heretges, els cismàtics, els lapsis i els catecúmens perquè se'ls doni la fe cristiana i la misericòrdia divina.
Per a Pròsper, si l'Església prega pels no cristians i pels cristians de situació incerta, vol dir que la gràcia és necessària per arribar a la fe. La lex supplicandi correspon al mandat de la Primera Epístola a Timoteu (2,1-2): cal pregar per tots els homes, «perquè Déu vol que tots els homes siguin salvats i coneguin plenament la veritat»1. Pròsper fa una "llei" a partir d'aquest mandat, forçant una mica la línia per afirmar que aquestes oracions són suficients per tallar qualsevol discussió teològica. Com que permeten descobrir la veritable fe, conclou, la lex orandi determina la lex credendi.
Pròsper rep aquest tema, l'any 450, en el seu De vocatione omnium gentium ("La crida de tots els pobles").